# H.
H.（エイチ）は、セガ分社時の株式会社ヒットメーカーのサウンドチームにおいて、セガのゲームミュージックをアレンジし演奏することを目的として2001年に結成されたゲームミュージック関連のサウンドユニットである。公式には[H.]の表記がよく使われている。

## 概要
前身となるS.S.T.BANDが1993年に解散して以来、セガとしては約8年ぶりに結成したサウンドチームによるユニットである。元S.S.T.のメンバーであったHiroおよび光吉猛修も参加している。
ユニットとしての初ライブは2001年8月4日の東京ジョイポリスでのイベント「CRACKIN'DJ PART2スーパーライブ in 東京ジョイポリス」が最初であるがその時点ではまだH.（エイチ）というユニット名称は決まっていなかった。
2001年9月20日のヒットメーカーホームページ内の「CRACKIN'DJ PART2 第16回更新」にてヒットメーカーサウンドチームユニットとしてH.（エイチ）の名称決定が発表（グループ名のH.の由来はHiroのH、HitmakerのH、当時Hitmakerの社長であった小口「久雄」のH、光吉がエッチだから等いろいろ集まっているとのこと）、H.（エイチ）としての正式デビューライブは2001年9月22日の「第39回アミューズメントマシンショー（AMショー）」でのクラッキンDJ（CRACKIN'DJ PART2）ライブイベントがデビューとなる、ユニット立ち上げ時のメンバーはHiro師匠、カリスマン光吉、ふっく福山の3名であった。
かつては株式会社ヒットメーカーサウンドチームの「ヒットメーカーサウンドチームユニットH.」であったが、2004年に分社化していたヒットメーカーを含めた開発子会社各社の株式会社セガへの統合に伴い、「セガサウンドユニットH.」となった。
2011年より不定期ながらUstreamにて「[H.]な夜」という生放送番組の配信も行っている。
2012年初冬には前身のS.S.T.BANDのライバルとも言えるZUNTATA（タイトー）のメンバーが不定期的に配信しているUstream生放送番組「ZUNTATA NIGHT」と「[H.]な夜」の合同特番「ゲームミュージックナイト ～[H.] VS ZUNTATA～」に出演し、タイトーの楽曲をH.が演奏し、逆にセガの楽曲をZUNTATAが演奏すると言うコラボレーションが実現した。
更に翌年2013年にはタイトーのiPhone向けゲーム『グルーヴコースターゼロ』およびセガ（後のセガ・インタラクティブ）のアーケードゲーム『maimai』へZUNTATAメンバーCOSIOによるセガ（後のセガ・インタラクティブ）のアーケードゲーム『カルテット』のアレンジ曲「Quartet Theme [Reborn]」が提供され、続いてH.よりタイトーのアーケードゲーム『ニンジャウォーリアーズ』のアレンジ曲「DADDY MULK -Groove remix-」がアーケードゲーム版『グルーヴコースター』と『maimai』に提供するという形で、さらなる相互コラボレーションも実現した。
2015年4月のセガグループ再編に伴い、メンバーの所属会社がセガゲームスとセガから新設分割で設立された新会社であるセガ・インタラクティブに分かれることになり、メンバーの内、Hiroおよび光吉猛修はセガ・インタラクティブへ移籍することになった。

## メンバー
- 川口博史（Hiro師匠）：バンドリーダー、キーボードを担当
- 光吉猛修（カリスマン光吉） ：ボーカル、ベースを担当
- 庄司英徳（マルショウ） ：ギターを担当
- 福山光晴（ふっく福山） ：トランペット、キーボードを担当
- 甲斐孝博（カイ） ：ギターを担当
- 工藤詠世（えいちゃん） ：ドラム担当、ゲストドラマーとして中学生の頃よりH.に参加、2017年にノイジークロークへ入社。
- 西村ケンサク ：演奏メンバーではないが、H.メンバーとしてライブの前説等を担当

## 旧メンバー
小山健太郎 ：セガ退社に伴い脱退。

## ディスコグラフィ
| No. | タイトル                       | 発売日         | レーベル    | 規格 | 規格品番 | 備考                                                 |
| --- | ------------------------------ | -------------- | ----------- | ---- | -------- | ---------------------------------------------------- |
| 1   | SEGA Sound Unit [H.] 1st Album | 2011年12月21日 | WAVE MASTER | CD   | WM-0669  | [H.]結成10周年を記念して作成されたファーストアルバム |